# Unione Sportiva Milanese 1908-1909
Questa pagina raccoglie i dati riguardanti l'Unione Sportiva Milanese nelle competizioni ufficiali della stagione 1908-1909.

## Organigramma societario
Area direttiva
- Presidente: rag. Romolo Buni
- Vicepresidente: Gilbert Marley
- Campo: "Mojetta" a San Siro.

Area organizzativa
- Segretario: Carlo Legnazzi
- Vice-Segretario: Leonardo Acquati
- Cassiere: Pietro Garanzini

Area tecnica
- Allenatore: Commissione Tecnica

## Rosa
| N. |                   | Ruolo | Calciatore           |
| -- | ----------------- | ----- | -------------------- |
|    | Italia (bandiera) | C     | Vincenzo Alfieri     |
|    | Italia (bandiera) | A     | Paolo Besana         |
|    | Italia (bandiera) | A     | Arturo Boiocchi      |
|    | Italia (bandiera) | D     | Cesare Boldorini (I) |
|    | Italia (bandiera) | A     | Mario Cagliani       |
|    | Italia (bandiera) | C     | Giuseppe Caimi       |
|    | Italia (bandiera) | A     | Emilio Colombo       |
|    | Italia (bandiera) | A     | Antenore Carrara     |
|    | Italia (bandiera) | C     | Armando Cremonesi    |
|    | Italia (bandiera) | P     | Mario De Simoni      |

| N. |                   | Ruolo | Calciatore           |
| -- | ----------------- | ----- | -------------------- |
|    | Italia (bandiera) | A     | Carlo Magno Magni    |
|    | Italia (bandiera) | A     | Armando Morbelli (I) |
|    | Italia (bandiera) | A     | Celso Morbelli (II)  |
|    | Italia (bandiera) | A     | Amilcare Pizzi (I)   |
|    | Italia (bandiera) | C     | Alessandro Radice    |
|    | Italia (bandiera) | A     | Agostino Recalcati   |
|    | Italia (bandiera) | A     | Anselmo Sardi        |
|    | Italia (bandiera) | A     | Franco Varisco       |
|    | Italia (bandiera) | D     | Battista Verga (I)   |

## Risultati

### Campionato Federale di Prima Categoria

#### Eliminatorie Lombardia
| Arbitro: | Knoote |

|                            |           |      |
| Recalcati Boiocchi Pizzi I | Marcatori | Sala |

| Arbitro: | Spensley |

|  |           |                 |
|  | Marcatori | 5’, 42’ Pizzi I |

#### Semifinali
| Arbitro: | Bertinetti (Vercelli) |

|         |           |                                                    |
| Vivante | Marcatori | 2’, ?’, ?’ Pizzi Boiocchi Varisco Recalcati Besana |

| Arbitro: | Alfred Bosshard (Milano) |

| |           |                         |
| Boiocchi 5’, 7’ Pizzi 6’, 50’, 64’ Besana 30’, 48’, 73’ Bovato 50’ (aut.) Varisco 62’ Cremonesi 89’ | Marcatori | 67’ Vivante 85’ Piccoli |

#### Finale
| Arbitro: | Goodley (Torino) |

|                  |           |  |
| Visconti 6’, 24’ | Marcatori |  |

| Arbitro: | Goodley (Torino) |

|                    |           |                          |
| Recalcati 25’, 83’ | Marcatori | 9’ Rampini 47’ Milano II |

### Campionato Italiano di Prima Categoria

#### Semifinali
| Arbitro: | Terragni (Milano) |

|            |           |                |
| Boeche 75’ | Marcatori | Cagliani Pizzi |

| Arbitro: | G.Gama (Milano) |

|                                                 |           |  |
| Pizzi Boiocchi Cagliani Recalcati Varisco Caimi | Marcatori |  |

#### Finale
| Arbitro: | Gama (Milano) |

|                 |           |              |
| Borel 5’ (rig.) | Marcatori | 44’ Boiocchi |

| Arbitro: | Gama (Milano) |

|           |           |                           |
| Pizzi 31’ | Marcatori | 28’ Borel 50’ L. Barberis |

## Statistiche

### Statistiche di squadra
| Competizione        | Punti | In casa | In casa | In casa | In casa | In casa | In casa | In trasferta | In trasferta | In trasferta | In trasferta | In trasferta | In trasferta | Totale | Totale | Totale | Totale | Totale | Totale | DR  |
| Competizione        | Punti | G       | V       | N       | P       | Gf      | Gs      | G            | V            | N            | P            | Gf           | Gs           | G      | V      | N      | P      | Gf     | Gs     | DR  |
| ------------------- | ----- | ------- | ------- | ------- | ------- | ------- | ------- | ------------ | ------------ | ------------ | ------------ | ------------ | ------------ | ------ | ------ | ------ | ------ | ------ | ------ | --- |
| Campionato Federale | -     | 3       | 2       | 1       | 0       | 16      | 5       | 3            | 2            | 0            | 1            | 9            | 3            | 6      | 4      | 1      | 1      | 25     | 8      | +17 |
| Campionato Italiano | -     | 2       | 1       | 0       | 1       | 9       | 2       | 2            | 1            | 1            | 0            | 3            | 2            | 4      | 2      | 1      | 1      | 13     | 4      | +9  |
| Totale              | -     | 5       | 3       | 1       | 1       | 25      | 7       | 5            | 3            | 1            | 1            | 12           | 5            | 10     | 6      | 2      | 2      | 38     | 12     | +26 |

### Statistiche dei giocatori
| Giocatore        | Prima Categoria (Campionato Federale) | Prima Categoria (Campionato Federale) | Prima Categoria (Campionato Italiano) | Prima Categoria (Campionato Italiano) | Totale   | Totale |
| Giocatore        | Presenze                              | Reti                                  | Presenze                              | Reti                                  | Presenze | Reti   |
| ---------------- | ------------------------------------- | ------------------------------------- | ------------------------------------- | ------------------------------------- | -------- | ------ |
| V. Alfieri       | 0                                     | 0                                     | 2                                     | 0                                     | 2        | 0      |
| P. Besana        | 5                                     | 4                                     | 0                                     | 0                                     | 5        | 4      |
| A. Boiocchi      | 6                                     | 4                                     | 4                                     | 3                                     | 10       | 7      |
| C. Boldorini     | 6                                     | 0                                     | 4                                     | 0                                     | 10       | 0      |
| M. Cagliani      | 6                                     | 0                                     | 2                                     | 3                                     | 8        | 3      |
| G. Caimi         | 0                                     | 0                                     | 3                                     | 1                                     | 3        | 1      |
| A. Carrara       | 0                                     | 0                                     | 2                                     | 0                                     | 2        | 0      |
| E. Colombo       | 6                                     | 0                                     | 0                                     | 0                                     | 6        | 0      |
| A. Cremonesi     | 5                                     | 1                                     | 0                                     | 0                                     | 5        | 1      |
| M. De Simoni     | 6                                     | -8                                    | 4                                     | -4                                    | 10       | -12    |
| C. Magno Magni   | 0                                     | 0                                     | 1                                     | 0                                     | 1        | 0      |
| A. Morbelli (I)  | 6                                     | 0                                     | 4                                     | 0                                     | 10       | 0      |
| C. Morbelli (II) | 1                                     | 0                                     | 1                                     | 0                                     | 2        | 0      |
| A. Pizzi (I)     | 6                                     | 9                                     | 4                                     | 3                                     | 10       | 12     |
| A. Radice        | 0                                     | 0                                     | 4                                     | 0                                     | 4        | 0      |
| A. Recalcati     | 6                                     | 4                                     | 1                                     | 1                                     | 7        | 5      |
| F. Varisco       | 6                                     | 2                                     | 4                                     | 1                                     | 10       | 3      |
| B. Verga         | 1                                     | 0                                     | 4                                     | 0                                     | 5        | 0      |